# Каратлеуов, Салимгирей Алпанович
Салимгирей Алпанович Каратлеуов варианты Каратлеув, Каратилеуов (1887—26 февраля 1938) — агроном, член партии Алаш, депутат Всероссийского Учредительного собрания, активный сотрудник западного отделения Алашской автономии.

## Биография
По некоторым устным источникам родился в селе Елтай (ныне в Индерском районе) в семье пастуха.
Ещё до революции окончил Мариинское земледельческое училище в Николаевском городке под Саратовом. Позже учился в Саратовском сельскохозяйственном институте, но курс не закончил. Один из первых казахских агрономов. С 1914 года под полицейским негласным надзором.
В 1915—1917 годах работал инструктором по землеустройству в переселенческом центре Темирского уезда.
19 апреля 1917 года, вскоре после Февральской революции, на «1-м Уральском областном съезде киргизов» в городе Уральске Каратлеуов избран в «Областной киргизский комитет». На втором Уральском областном съезде казахов он был избран в состав местной казахской администрации.
На первом Всеказахском съезде, состоявшемся в июле 1917 года, он был выдвинут кандидатом в депутаты Всероссийского Учредительного собрания от Уральской области.
В конце 1917 года был избран депутатом Учредительного собрания от Уральского избирательного округа по списку № 1 (Уральский областной киргизский комитет).
18 февраля 1918 года участововал в работе III Уральского областного съезда казахов, который прошёл в Джамбейтинском уезде в посёлке Каратобе. События, развернувшиеся на этом съезде, в беллетристической форме описаны Сакеном Сейфуллиным в романе "Тернистый путь". На этом съезде обсуждался вопрос о создании казахских воинских частей. Сообщество активистов западной ветви Алаш-орды раскололось по вопросу о сборе средств на содержание войсковых частей. Халел и Жаханша Досмухамедовы были за плоскую шкалу налога, другие, включая Каратлеуова, за дифференцированный налог — с богатых больше, чем с бедных. Сторонники дифференцированного налога вышли из партии Алаш и создали новую партию «Ак жол». По решению «Ак жола» Каратлеуов вместе с Ипмагамбетовым и Кенжиным были направлены в Темирский уезд, где они объединившись с русскими переселенцами, взяли под контроль местные органы власти и не признали Западную Алаш-орду Досмухамедовых.
Западная Алаш-орда успешно преобразовала милицию в войско и вскоре разогнала не подчинившийся ей Тимировский совет. Салимгирей Каратлеуов с Асфендияром Кенжиным бежали в Тургай, где они примкнули к Торгайской Алаш-Орде Букейханова. В Тургае Каратлеуов стал членом военного совета при центральном комитете Алаш-ордынского правительства и работал в составе призывной комиссии в ордынскую армию. Руководил отрядом в 4-м Торгайском полку Алашской армии. Участвовал в боях на Кустанайском и Тургайском направлениях. Весной 1919 года он принял участие в составе совместного отряда Красной Армии и войск Алаша под командованием Амангельди Иманова в городе Торгай.
В начале 1920 года Каратлеуов вернулся в Уральск и поступил на советскую службу. Он принимал очень активное участие в создании местных организаций советской власти. 24 июня 1920 года Казоблбюро и КРВК постановили о включении в состав Уральского губревкома в числе других и Каратлеуова (председателем назначен П. Струппе, товарищами председателя Чеботарёв, Касабулатов), Каратлеуов был назначен начальником земельного управления. Первый министр юстиции Губайдулла Алибеков, находившийся в Уленты, использовал Каратлеуова для связи с комиссаром Лежавой во время столкновения адаевцев с красноармейцами.
В конце 1920 года работал в Губисполкоме в городе Уральске. 2 октября 1920 года арестован УМГБ ЗКО. Через месяц 13 ноября 1920 года постановлением Уральской областной ЧК дело прекращено, а Каратлеуов отпущен. С ноября 1920 года начал работать Уральском губернском Земельном управлении. С 1920 года (месяц не указан) член РКП(б).
8-12 июня 1923 года в Москве прошло IV совещание ЦК РКП(б) с ответственными работниками национальных республик и областей. Оно в значительной мере было посвящено обсуждению вопросу о деле М. Султан-Галиева. От Казахстана были приглашены 4 коммуниста, но присутствовали двое Каратлеуов и Асылбеков. С. Каратлеуов выступил с места с сообщением фактических данных и предложениями по докладу И. В. Сталина.

 Председатель (Каменев). <...> Переходим к докладу о Киргизии. Слово имеет тов. Каратлеув.

Каратлеув. (Киргизия). Я работник губернского масштаба и случайно имел счастье попасть на это совещание.

По общей линии партийной работы в нац. вопросе, выдвинутой ЦК и принятой Политбюро, Киргизия в общем и целом ничего не может отметить. Я должен только отметить общее положение Киргизии. Когда мы, местные работники, получили на местах резолюции XII съезда, то мы были вполне убеждены, что та идеология, которая подчеркнута и выдвинута за последнее время Султан-Галиевым, в Киргизии иметь места не будет и мы сейчас убеждены, что после практической платформы, которая здесь предлагается, эта идеология также у нас иметь места не будет. Но наше большое опасение заключается в том, что на местах большинство активных работников губернских центров и краевого центра понимают постановление съезда в декларативной форме и говорят, что это имеет значение международное, но не практическое. 

Троцкий. Кто это? 

Каратлеув. Это председатель контрольной комиссии Уральского губкома и еще ряд товарищей. Такие положения у нас там есть. И если не будут в данном случае приняты активные и энергичные меры в отношении подбора работников, то я, как представитель Киргизии, работающей на местах, смотрю на ближайшее проведение предлагаемой платформы очень осторожно. Затем, вся та работа, которая за эти четыре года у нас проделывается, принимается у нас в виде формальных докладов. В предложенной платформе есть хорошие положения, и когда я первый раз читал их, то т.т. <товарищи>, сидящие рядом, говорили: «мы точь в точь это делаем в республике» и никакой разницы, по-видимому, нет. Если бы тут сидел киргизский товарищ, который работал в киргизском центре, он бы сказал то же, что и этот сосед. Но между делом и словами у нас в республике имеется большая разница, и в данном случае по первому пункту платформы я выдвигаю предложение не только отсюда давать письменные директивы, но должен быть известный нажим и контроль, должна быть фактическая проверка этой работы со стороны ЦК. Поэтому необходимо создание и посылка авторитетной комиссии для КССР, которая побывала бы на местах. 

По вопросу о мерах вовлечения трудовых элементов местного населения в партийное, советское, профессиональное и кооперативное строительство приведу маленькую характеристику о положении КССР в этом отношении. Состав уездных исполкомов: 51% киргиз, русских 49% . Со став уездных съездов советов: 43% киргиз и 57% русских. Состав губернских исполкомов: 37% киргиз и 63% русских; состав губ. съездов советов: киргиз 34%, русских 66%, состав губернских комитетов: 28% киргиз и 64% русских. Состав организации РКП — киргиз 951 (цифра 951 преувеличена на 50%), русских 7.878.

Голос. Под русскими разумеются все остальные национальности? 

Каратлеув. Остальные национальности, кроме русских, составляют незначительный процент. 

Голос. Малороссов и великоруссов не различаете? 

Каратлеув. Я говорю по статистическим данным Обкома РКП. 

Фрунзе. Данные национального состава всей республики населения имеются? 

Каратлеув. Данных о нац. составе населения под руками у меня не имеется. Приведенные мною цифры достаточно характерны, и я больше на них останавливаться не буду. 

Что касается введения киргизского языка, то нужно сказать, что, несмотря на распоряжения и декреты, ни один работник не думал и не пробовал изучить киргизский язык. За четыре года из центральных работников, командированных в Киргизскую республику, я не видал ни одного, который интересовался бы киргизской азбукой. Это объявляется не только нежеланием, а есть другая основная причина. Они говорят, что киргизский язык не культурен и не интересен, и что они в Киргизии не будут годами жить и поэтому языка не изучают. Я помню, в  1920—1922 г.г. Уральский губком постановил ввести изучение киргизского языка, но ни один товарищ не пробовал это сделать.

Что касается беспартийных конференций, то в продолжение четырех лет не было ни одной в краевом масштабе. Правда в губернских практиковались беспартийные конференции, то на них киргиз было очень мало. 

Дальнейшие успехи работы зависят, главным образом, от количества достаточно подготовленных работников, как русских, так и киргиз. Чтобы говорить и писать эти прекрасные положения, необходимо их понять и проводить с достаточной твердостью, а для этого надо иметь работников, хотя бы одного-двух человек на губернию. Таковых мы не имеем и наша просьба — для успешности работы снабдить нас работниками. Если не будет обращено на это серьезного внимания, мы будем заниматься только иллюзиями.

В отношении поднятия культурного состояния местного населения общие цифровые данные говорят следующее: газет на киргизском языке по всей республике 5, русских — 17; тираж киргизских газет — 7.555, русских — 21.170; журналов киргизских 36%, русских 64%; учащихся 49.246, из них киргиз 29%, русских 71%. Я, выслушивая цифры туркестанцев, удивлялся, почему они так много плачут, ибо наши цифры, в сравнении с туркестанскими не выдерживают никакой критики. Мы просим неоднократное своих докладных записках об организации краевого бюджета, ибо мы не знали объектов нашего бюджета по губерниям. Чтобы достичь известного успеха в деле поднятия грамотности населения, необходимо народное образование в КССР принять на госсредства. У нас почти нет учебников и руководств, и мы не имеем возможности своими силами и средствами печатать эти учебники и организовать печатное дело.

Хозяйственное строительство приблизительно характеризуется следующими данными. Кирреспублика делится на северо-восточную и юго-западную часть. Северо-восточная более благополучная — Семипалатинская и Акмолинская губ., юго-западная — Уральская, Актюбинская, Букеевская, Кустанайская, Тургайская. Уральская губерния имеет на одно хозяйство в среднем полторы десятины посева и 0,8 рабочего скота и относится к почти скотоводческим губерниям. Тогда как прожиточный минимум в скотоводческих районах на основании научных данных принят в 25 единиц, мы имеем в Уральской губ. — 2,1, Актюбинской — 2,5, Букеевской — 1,9, Кустанайской — 1,7, Тургайской — 1,7, т.е. в общем от 2-4 десятин. Если мы возьмем в среднем, то получим, что с полторы десятины получается 40 пуд. хлеба, в данном случае получается нехватка по 20 пуд. на хозяйство. Вот в общих чертах положение КССР. 

Я говорю, что 2 губернии у нас благополучны, а вот губернии, которые я характеризовал данными цифрами, влачат жалкое существование — Уральская, Букеевская, Актюбинская, Тургайская и Кустанайская. Из характеристики хозяйственного положения КССР уже сам собой вытекает вопрос о финансах, налогах и помощи голодающим. В этом отношении мы своевременно давали доклады, давали цифры, эти материалы имеются и, очевидно, по этим вопросам будут иметь суждения соответствующие учреждения. Общее положение у нас в хозяйственном отношении очень печально.

Теперь землеустройство. Относительно нехватки земли говорить не приходится, но эта земля не приведена в известные формы пользования и в этом отношении по аграрному вопросу мы ничего не говорили после Октябрьской революции, так как земли у нас достаточно. Была 10-ти верстная полоса, которая использовалась казачьими частями населения; в свое время в этом отношении был издан декрет, но не везде этот декрет был проведен в жизнь, а там, где был проведен, он не принял определенной формы. В дальнейшем я полагаю, что осложнений по этому вопросу не будет и в этой части нам приходится только обратить внимание, чтобы нам дали кадр работников-землемеров. Мы имеем на всю Кирреспублику толь ко полтора землемера, а что касается средств, то их мы тоже не имеем. Необходимо нам получить кадр<овых> работников и соответствующие средства и тогда с этим вопросом мы справимся.

Теперь о культурно-просветительной работе. Общие условия КССР очень разнятся от работы центральной России. Общая конфигурация, разбросанность населения неблагоприятны для работы. Надо отметить, что в частности в Уральской губернии никакой работы не ведется, а если и ведется, то только мелкая работа среди русской части населения, оседлой, а среди киргизского населения она совершенно отсутствует. Если на этот вопрос не обратить теперь внимания и не отметить его, то работу надо считать пропавшей. Особенно приходится говорить о партийно-воспитательной работе в том отношении, что среди киргизской молодежи таковая не ведется. Руководителей КСМ из киргиз нет. Киргизы почти не вовлекаются в совпартшколы. Надо обратить особое внимание на рабочие центры. Их у нас очень немного: Эмба — нефть, Экбастан — уголь, Ритер — металл, Павлодар — соль, Илецкая — соль и пр. Я опять говорю, что, хотя у нас и малое количество рабочих центров, но работа там не поставлена, ибо я в Уральской губернии на Эмбе знаю, что из среды рабочих за 4 года мы не имеем ни одного партийного киргиза, а это указывает на отсутствие работы.

В конце моего общего краткого обзора я должен отметить, что если непосредственно отсюда в КССР не будет командирована авторитетная комиссия, которая на местах будет проводить как работу, так и чистку, то за налаженность дальнейшей работы я опасаюсь.

Председатель. Разрешите объявить перерыв на 10 минут.

На основании этого выступления современный историк О. А. Беркетова отнесла Каратлеуова к «отцам-основателям СССР». Однако в письме от 16 января 1924 года оренбургских партийных работников Мустамбаева и Стародубцева председателю Среднеазиатского бюро ЦК РКП(б) Я. Э. Рудзутаку о партийном съезде в Киргизии содержится такая фраза: 
А между тем масса работников вычищена давно безо всяких оснований (вы помните хотя бы последний случай исключения Каратлеува только лишь за выступление в национальном совещании)".
 Из этого можно заключить, что выступление Салимгирея Каратлеуова не осталось не замеченным, у него были серьезные неприятности, вплоть до исключения из РКП(б), но, очевидно, к зиме 1924 года он был восстановлен с полной партийной реабилитацией.
23—31 мая 1924 года делегат XIII съезда РКП(б) от Уральской области с совещательным голосом.
25 мая 1925 года вместе с наркомом земледелия Киргизской АССР Алиаскаром Алибековым был на приёме у Сталина
В 1927 году по решению бюро обкома партии он стал заведующим госплановым отделом водного и хлопкового хозяйства. С 1928 года — директор Темирской сельскохозяйственной опытной станции. В 1929 году арестован НКВД.
В 1927 году стал заведующим сектором водно-хлопкового хозяйства при Государственном плановом комитете Наркомата. С 1928 года директор Темирской сельскохозяйственной опытной станции.
В марте 1928 года он был арестован НКВД. Детали ареста, предъявленные обвинения, как и время осовобождения —неизвестны. Но в июле 1929 года Каратлеуова допрашивали о приглашении Алихана Букейханова на 5-ю партийную конференцию РКП(б) Казахской АССР в декабре 1925 года и об участии Букейханова в антропологической экспедии АН СССР в Адаевском уезде в 1926 году. Салимгирей Каратлеуов показывал:
«Когда Академия приняла работу от Казахстана, она сразу же через Швецова пригласила на работу хорошо знакомого Швецова – Букейханова как исключительного знатока Казахстана. <...>  Швецов сказал мне, что он привез с собой в К<ызыл>-Орду Букейханова А. Это было перед пятой партконференцией в 1925 году. Допрос от 2 июля 1929.
«В какой степени влиял Букейханов на экспедицию, мне не известно, но знаю, что Букейханов влиять мог» <...>  «относительно приглашения Букейханова в Наркомзем на работу были разговоры». Допрос от 6 июля 1929.
 По показаниям самого А. Букейханова в январе 1926 года Каратлеуов вместе с Алимбековым от Наркомзема КазАССР, Жаманмурыновым и самим Букейхановым представляли республику на совещании в АН СССР, где решался вопрос об организации комплексной экспедиции в Казахсатан для определения земельной нормы казахов.
В августе 1930-го после своего первого ареса М. Тынышпаев дал ОГПУ признательные показания о существовании в Казахстане организации, «симпатизирующей правому уклонству», противников «форсирования как перехода к колхозному строительству». По его словам «взгляды промышленника Каратлеуова расходились с нашими» и о существовании организации Каратлеуов, «если и знал, то только теоретически».
Во второй половине 1930-х годов работал директором коневодческого совхоза «Дегерес» в Алма-Атинской области. 14 ноября 1936 года арестован НКВД КазССР. Приговорён Военной Коллегией Верховного Суда ССР по ст. 58-7, 8, 11 УК РСФСР к расстрелу.

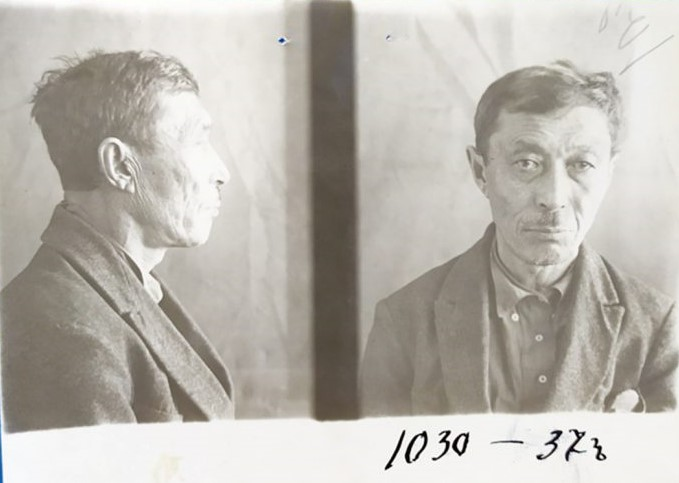
C. А. Каратлеуов, 1937 год

30 июля 1937 года секретарь ЦК КП(б) Казахстана Л. И. Мирзоян сообщил Сталину о том, что НКВД Казахстана за проршедшие два с лишним месяца разоблачили и арестовали членой «Национал-фашистской организации», в том числе арестован «бывший крупный деятель Алаш-Орды» Каратлеуов. 20 сентября 1937 года арестованный Ураз Джандосов дал показания
Включён в «Список лиц, подлежащих суду военной коллегии Верховного Суда Союза ССР» по Казахской ССР от 7 декабря 1937 за подписью Сталина, Молотова и Жданова под номером 21 «по первой категории» (расстрел). Каратлеуов не признал ни одного из предъявленных обвинений, которые включали измену родине, помощь Мустафе Чокаеву, соучастие в убийствах Амангельды Иманова и командира кустанайского партизанского отряда Л. И. Тарана
26 февраля 1938 приговор приведён в испольнение.
По некоторым сведениям реабилитирован в 1982 году, однако в интеревью от 30 мая 2022 года академик педагогических наук Казахстана Досалы Салкынбек сказал, что реабилитация Каратлеуова всё ещё предстоящее дело.

## Семья
- Жена, пережила мужа, по-видимому, не была выслана[30]

## Отзывы современников
Губайдулла Алибеков так представил Салимгирея Каратлеуова, доставлявшего письма из Уленти члену ревкома Лежаве:
Это надежный парень и вдобавок прекрасно образованный
Ф. И. Голощекин относил Каратилеова к группе «правых националист[ическим] уклоном», при этом добавлял:
Я  считал и считаю, что эти товарищи (Мустамбаев, Каратилеуов, Джантилеуов, Утеулиев, и др.) как коммунисты ни в коем случае не хуже других, а наоборот по своей прямоте, искренности они лучше

### Рекомендуемые источники
- Гос. архив Западно-Казахстанской области Опись № 1. Фонд № П-9 Дело № 9. Индекс: 10. Каратлеув Салим Герен. 1922 − 1922, 6 стр
- Койгелдиев М. К. Список «не подлежит» реабилитации: С. Каратлеуов и Б. Сисекенов // Ұлт жады. — 2022. — № 1.

## Комментарии
1. ↑  В этот период в Уральской области сложилось троевластие. 20-29 марта 1917 года на экстренном Уральском войсковом съезде был избран войсковой атаман М. Н. Бородин, а Войсковое управление стало органом власти для казачьего населения. Его председателем был избран Ф. А. Ерёмин. 19 апреля в Уральске "1-й Уральский областной съезд киргиз" избрал "Областной киргизский комитет". На 17 июня 1917 года был назначен "Съезд крестьянских и иногородних депутатов", председателем Совета крестьянских и иногордних депутатов был избран Д. Б. Колостов[5].
2. ↑  В "Ак жол" помимо Каратлеуова вошли Губайдулла Алибеков, Ипмагамбетов, Хангереев, Жолдыбаев, Касабулатов[каз.], Кенжин, Мурзагалиев, Алиаскар Алибеков[7]
3. ↑  В Стенографическом отчете "IV совещания ЦК РКП(б) с ответственными работниками национальных республик и областей" на стр. 288 партийный стаж Каратлеуова указан с 1914 года[13]
4. ↑  От Казахстана были также приглашены  С. Мендешев, М. Мурзагалиев, но на совещании они не были[14]. И. В. Сталин выступил перед собравшимися не менее четырёх раз: дважды 10 июня и дважды 12-го[15]. После этого совещания стали проводить политику так называемой "коренизации", а в условиях Казахстана (тогда Киргизской АССР) "киргизации", которая включала введение казахского языка в делопроизводство, обязательное знание местного (в данном случае, казахского) языка руководителями  и т. д.[14]
5. ↑  Так в тексте, очевидное сикажение стенографисткой географического названия "Экибастуз"
6. ↑  Вероятно, речь идёт о Идрисе Мустамбаевиче Мустамбаеве[17] и Константине Ефимовиче Стародубцеве[18]
7. ↑  Секретариатом Сталина фамилия Каратлеуова записана в ошибкой как Каратисаув, но он однозначно идентифицируется по указанию должности "начальник землеустройства Киргизии"[20].
8. ↑  Согласно некоторым казахстанским источникам при аресте в 1936 году обвинение состояло в том, что Салимгирей Каратлеуов «националист, поющий песни Алаш Орды», то есть его ареатовали за пение на казахском языке песен, возможно, связанных с Алаш-ордой[28]. Вероятно, это утверждение основано на устном предании.
C другой стороны А. Джангильдин в книге воспоминаний "Мой путь" пишет, что именно Каратлеуов был в составе небольшого отряда алаш-ординцев с красным флагом, который послали навстречу партизанскому отряду Л. И. Тарана. Якобы, именно Каратлеуов сказал:
Ваш командир приказал, чтобы вы разоружались, потому что есть такой закон: когда переходите через чужую территорию, надо разоружиться[29]. Однако, по воспоминаниям  Ченгиза Джангильдина, сына А. Джангильдина, его отец продолжал поддерживать вдову Каратлеуова после ареста и гибели мужа[30]. Причастность Каратлеуова к гибели Амангельды Иманова в повести Камиля Икрамова преподнесена как доказанный факт. Якобы Каратлеуов многократно приходил к Иманову и уговаривал его выступить против большевиков[31]. Таким образом, вина Каратлеуова в советской традиции была закпреплена с помощью художественных произведений